# Stopiņi
Stopiņi è un comune della Lettonia appartenente alla regione storica della Livonia di 9.577 abitanti (dati 2009).

## Località
Il comune è stato istituito nel 2009 ed è formato dalle seguenti località:
- Ulbroka
- Saurieši
- Upeslejas
- Dreiliņi
- Vālodzes
- Līči
- Dzidriņas
- Rumbula
- Cekule